# ミヒャエル・ノイマイアー
ミヒャエル・ノイマイアー（Michael Neumayer、1979年1月15日 - ）は、ドイツ、バイエルン州ベルヒテスガーデナー・ラント郡Bad Reichenhall出身のスキージャンプ選手。

## プロフィール
2000年12月29日、オーベルストドルフで開催国枠としてスキージャンプ・ワールドカップにデビュー、2001年3月9日トロンハイムでは30位となって初ポイントを獲得した。
2001/02シーズンは主にスキージャンプ・コンチネンタルカップを転戦し2勝をあげて総合優勝した。
学校卒業後、2004年にケンプテン応用科学大学で運動理論の研究を始めるまでは税務署職員として働いていた。また、学問と競技を両立させるためフィッシェン・イム・アールゲウw:de:Fischen im Allgäuに移り住んだ。ここはオーベルストドルフに近く、長時間の移動なしにジャンプのトレーニングができる。
2006年のスキーフライング世界選手権では彼の誕生日（1月15日）に団体戦で優勝を飾った。（アレクサンダー・ヘル、ミヒャエル・ウアマン、ゲオルク・シュペート）
トリノオリンピックではノーマルヒルで8位、ラージヒルで11位、団体戦で4位の成績を残した。
2006/07シーズンは開幕戦のクーサモで5位と好調だったが、12月のリレハンメルで膝の十字靭帯を断裂しシーズンを棒に振った。9ヶ月後ザコパネで行われたスキージャンプ・サマーグランプリで復活し6位となった。
2007/08シーズンのジャンプ週間ではガルミッシュ＝パルテンキルヒェンでワールドカップ自身初の表彰台である3位となり総合でも自己最高位の3位となった。
ドイツ選手権では2004年に2位、2005年に3位、団体では4回優勝している。
2016年3月6日、日本好きでもあったノイマイアー本人たっての希望で大倉山ジャンプ競技場で行われた宮様スキー大会を最後に現役を引退した。試合が強風により中止となったため、4日に宮の森ジャンプ競技場で行われたノーマルヒルが自身にとって最後の試合となった。海外選手が日本の大会を引退試合に選ぶのは異例のことでもある。